# 羅馬尼亞的伊莉莎白
羅馬尼亞的伊莉莎白（羅馬尼亞語：Elisabeta a României，1894年10月12日—1956年11月14日），希臘王后，丈夫是喬治二世。

## 生平

### 家庭背景
伊莉莎白的父親是羅馬尼亞王國第一任國王斐迪南一世，母親是維多利亞女王的孫女愛丁堡的瑪麗。

### 希臘王后
1921年，伊莉莎白與希臘王子喬治結婚，同年喬治的妹妹埃列娜與伊莉莎白的哥哥卡羅爾結婚。1922年，喬治的父親康斯坦丁一世因希土戰爭的失敗退位，喬治和伊莉莎白繼位為國王和王后。然而，1923年底的政變迫使兩人流亡羅馬尼亞，隔年希臘第二共和國成立。

### 返回羅馬尼亞
1927年，伊莉莎白的父親斐迪南一世去世。由於她的哥哥卡羅爾已於1925年放棄了繼承權，卡羅爾年僅五歲的兒子米哈伊一世即位，由叔叔尼古拉亲王擔任攝政。1930年，卡羅爾在首相尤柳·馬紐的幫助下回到羅馬尼亞並登上王位，同時伊莉莎白以國王妹妹的身份過著衣食無缺的生活。1935年，希臘第二共和國崩潰，喬治二世復辟。由於夫婦關係已惡化，伊莉莎白在不通知喬治的情況下向法院申請離婚，因此喬治獨自返回希臘，伊莉莎白則留在羅馬尼亞。

### 二戰與晚年
1940年，伊莉莎白的姪子米哈伊重登王位，但實際權力被掌握在首相揚·安東內斯庫手中。1944年，隨著軸心國在戰場上的失利，伊莉莎白開始與羅馬尼亞共產黨合作，為此她被稱為國王的「紅色姑姑」（紅色象徵共產主義）。1947年米哈伊一世被迫退位，同年伊莉莎白離開了羅馬尼亞。最終伊莉莎白於法國坎城定居，1956年逝世。